# Tlogorejo (Guntur)
Tlogorejo is een bestuurslaag in het regentschap Demak van de provincie Midden-Java, Indonesië. Tlogorejo telt 1966 inwoners (volkstelling 2010).